# Wolfgang Spindler (Musikhistoriker)

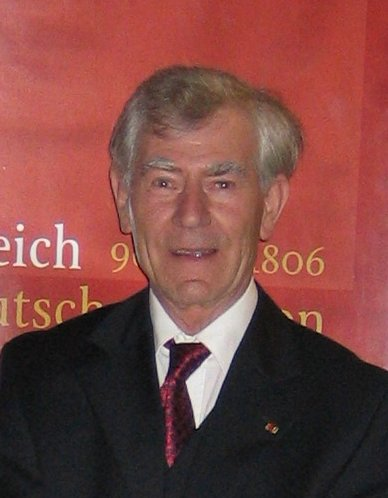
Wolfgang Spindler (2006)

Wolfgang Spindler (* 30. März 1938 in Bamberg) ist deutscher Musikhistoriker, Musiker sowie Gründer und Leiter der Capella Antiqua Bambergensis.

## Leben
Wolfgang Spindler machte das Abitur am Musischen Gymnasium in Bamberg und studierte ab 1957 an der Philosophisch-Theologischen Hochschule Bamberg für das Lehramt sowie in Perugia (Italien) die Fächer Pädagogik und Musik. Ab 1960 war er zunächst an verschiedenen Orten Oberfrankens als Lehrer tätig. Nebenbei studierte er am Kirchenmusikalischen Institut der Universität Erlangen. Er absolvierte zudem Orgelmeisterkurse der Musica Sacra Nürnberg bei Heinz Wunderlich (Hamburg) und Walter Kraft (Lübeck). 
Anschließend ließ er sich vom Schuldienst freistellen, um 1973 in Musikwissenschaft über die rhetorischen Figuren in der Tonsprache Johann Sebastian Bachs zu promovieren. 1974 wurde er zum Leiter der Abteilung Schulmusik an der Universität Bayreuth berufen. Außerdem übernahm er Lehraufträge am Staatsinstitut für Fachlehrer Musik und an der Fachakademie (jetzt Hochschule) für Musik in Bayreuth. 
1978 nahm er eine Professur an der Universität Bamberg zum Fach Methoden der Sozialarbeit – Schwerpunkt Musikpädagogik an. Zudem wurde er Leiter des Musisch-sportlichen Bereichs im Fachbereich Soziale Arbeit mit Forschung und Praxis der musikalischen Früherziehung, historische Musikinstrumente, deren Bau und historischer Tanz. Nach 43 Dienstjahren im Freistaat Bayern wurde Wolfgang Spindler emeritiert.

## Werk
1976 gründete er das Bamberger Ensemble für Alte Musik, mit dem er Konzerte im In- und Ausland gab. 1983 baute er das Ensemble der Capella Antiqua Bambergensis mit dem Schwerpunkt Musik der Renaissance und des Mittelalters auf, dessen Leiter er seitdem ist. Seit 1973 publiziert er regelmäßig Artikel in Tageszeitungen über Konzerte der Szene Alte Musik in ganz Deutschland.

## Außergewöhnliche Projekte

Wolfgang Spindler bei einem Konzert 2006 im Kulturhistorischen Museum Magdeburg im Rahmenprogramm der Ausstellung Heiliges Römisches Reich Deutscher Nation

1990 war er ein Initiator der Städtepartnerschaft zwischen Bamberg und Prag in Zusammenarbeit mit dem 1. Lions Club von Prag. Innerhalb der ersten drei Jahre wurden dabei vor allem medizinische Güter im Wert von über 1 Million DM nach Prag vermittelt. Am 3. und 4. November 1990 gab er in Prag das erste öffentliche Konzert der Capella Antiqua Bambergensis zusammen mit der Musica Bohemica im Waldsteinpalais, 1991 schloss sich ein Konzert in Krummau an. Er entwickelte ein Sprachprogramm Tschechisch durch Lieder. Seine Forschung und Praxis gilt historischen Harfen und deren Einsatz in der Musikpädagogik. Seit 1997 arbeitet er an den Kinder- und Jugendprojekten von Peter Maffay mit, für die er die so genannte Zauberharfe entwickelte. Dabei entstanden eine CD und ein Bilderbuch zu Tabaluga.
Von 1992 bis 1999 restaurierte er gemeinsam mit Familienmitgliedern die ehemalige königlich-fränkische und spätere fürstbischöflich-bambergische Burg Wernsdorf bei Bamberg. Hier finden regelmäßig Konzerte der Capella Antiqua Bambergensis statt. Im August 2006 gestaltete er mit seinem Ensemble musikalisch die Eröffnungsveranstaltung der 29. Ausstellung des Europarats und Landesausstellung Sachsen-Anhalt Heiliges Römisches Reich Deutscher Nation im Magdeburger Dom. Spindler beteiligt sich weiterhin an allen Hochfesten des christlichen Kirchenjahres in der ehemaligen Klosterkirche St. Michael in Bamberg mit musikalischen Darbietungen.

## Auszeichnungen
- Silberne Medaille des Freistaates Bayern durch Franz Josef Strauß, für seine Verdienste als Leiter der Capella Antiqua Bambergensis, 1981
- Preis der Bayerischen Volksstiftung, 1995
- Preis der Kulturfonds e. V. der Familie von Tucher, 1995
- Kulturpreis des Frankenbundes, 1995
- Kulturpreis der Oberfrankenstiftung, 2000
- Verdienstkreuz am Bande der Bundesrepublik Deutschland, 2002
- Berganza-Preis des Kunstvereins Bamberg, 2004
- Verdienstmedaille des Landkreises Bamberg in Silber, 2004
- Für besondere Verdienste um die europäische Einigung die Europamedaille des Europäischen Parlaments, 2006
- Kulturpreis Bayern der E.ON Bayern AG, 2006
- Stadtmedaille Bamberg

## Publikationen
- Das Verhältnis zwischen Wort und Ton in den Kantaten Johann Sebastian Bachs: Die musikalische Umsetzung der Rezitativtexte. Schadel und Wehle, Bamberg 1973.

- Musik- und Bewegungserziehung, Spindler/Priesner, Verlag E.C.Baumann, Kulmbach, 1977 ff, S. 5–34.

- Reflexionen über das Schulfach Musik und seine Probleme in der Grundschule, in: Taschenbuch des Grundschulunterrichts, Hrsg. Hans Rudolf Becher, Burgbücherei Schneider GmbH, Baltmannsweiler, 1981, S. 419–427.

- Tausend Jahre Bamberger Musikgeschichte, in: Jahrbuch der Erzdiözese Bamberg 1982, S. 28–35, St.Otto-Verlag, Bamberg.

- Musik bildlich – Künstler und Instrumente in alten graphischen Darstellungen, Hrsg. Bernhard Schemmel, Ausstellungskatalog Staatsbibliothek Bamberg 1983.

- Musik in den geistlichen und weltlichen Territorien, in: Oberfranken in der Neuzeit bis zum Ende des Alten Reiches, Hrsg. Elisabeth Roth, Oberfrankenstiftung Bayreuth 1984, Bayerische Verlagsanstalt, Bamberg, S. 543–588.

- Wenn Steine klingen. Vom Bamberger Dom und den Geheimnissen der mittelalterlichen Musik, in: Dieses große Fest aus Stein, Hrsg. Hans-Günter Röhrig, St.Otto-Verlag, Bamberg 1987, S. 161–170.

- Musik für alle Stände, in: Oberfranken im 19. und 20. Jahrhundert, Hrsg. Elisabeth Roth, Oberfrankenstiftung Bayreuth 1990, Bayerische Verlagsanstalt, Bamberg, S. 211–282.

- Das Liederbuch des Johann Degen aus dem Jahre 1628, Reprint, 4 Übertragungen in Notenheften und Kommentar, St.Otto-Verlag, Bamberg 1992.

- Diverse Artikel über fränkische Musiker in MGG, Die Musik in Geschichte und Gegenwart: allgemein Enzyklopädie der Musik, 2. neubearb. Ausg. / hrsg. von Ludwig Finscher. Kassel; Basel; etc., Bärenreiter, 1999 ff.

- Musikalisches Mittelalter in Franken, in: Franken im Mittelalter, Hrsg. Johannes Merz und Robert Schuh, Kommission für Bayerische Landesgeschichte bei der Bayerischen Akademie der Wissenschaften, München 2004, S. 279–296.

- Schalmeien, Trumeln, Zauberharfen, in: Edel und frei – Franken im Mittelalter, Katalog zur Landesausstellung 2004 in Forchheim, S. 225–242.

- Musik in der mittelalterlichen Stadt, in: Ferne Welten – freie Stadt – Dortmund im Mittelalter, Hrsg. Matthias Ohm, Thomas Schilp und Barbara Welzel, Dortmunder Mittelalter-Forschungen, Katalog zur Ausstellung 2006, S. 285–296.

- Die Bedeutung des Psalteriums im Mittelalter, in: Himmelschöre & Höllenkrach, Hrsg. Ursula Härting, Gustav-Lübcke-Museum, Hamm 2006, S. 49–52.

## Diskographie
Alben:
- Codex Manesse – Das Musik-Hörspiel zur Großen Heidelberger Liederhandschrift. Gesprochen von Christian Brückner u. a. (2006)
- CRANA – Musik in einer Stadt vor 500 Jahren (2003)
- Kaiser Heinrich II. – Musik für Kaiser und Könige (2002)
- Das Schloßkonzert vol.1 – Die Orgel von Schloß Wernsdorf (2001)
- Tabalugas Zauberharfe – nach einer Idee von Peter Maffay (1998)
- Die Fräuelein von Franken (1994)
- Musikalisches Tafelkonfekt (1993)
- E Dame jolie (1991)
- Heitere Musik aus Alten Zeiten (1989)